# Gemini (partidari de Marc Antoni)
Gemini (llatí: Geminius) era un polític romà, partidari molt ferm de Marc Antoni.
Els amics de Marc Antoni a Roma el van delegar per parlar amb ell i per informar-lo del mal que feia a la seva causa la relació amb Cleòpatra. L'hivern del 32 al 31 aC Gemine va anar a Atenes però no va aconseguir parlar privadament amb Marc Antoni, i com que estava amenaçat amb la tortura per Cleòpatra, es va retirar de la ciutat sense complir la tasca, segons explica Plutarc.